# Andreas Attenberger
Andreas Attenberger (* 28. September 1984 in Landshut) ist ein deutscher Eishockeyspieler (Stürmer), der seit 2009 beim ESC Dorfen in der Bayernliga unter Vertrag steht.

## Karriere
Attenberger begann seine Karriere in der Saison 2000/01 im Alter von 16 Jahren bei der Nachwuchsabteilung des Landshut Cannibals in der DNL und ein Jahr später hatte er seinen ersten Einsatz in der Oberliga und im darauf folgenden Jahr bestritt er sein erstes Spiel in der 2. Bundesliga.
Zur Saison 2003/04 wechselte er zum EV Dingolfing in die Bayernliga und ein Jahr später unterschrieb er einen Vertrag beim EHC München für die Saison 2004/05, den er nach dem Aufstieg in die 2. Bundesliga um ein Jahr verlängerte. Nach dem gelungenen Klassenerhalt 2005/06 unterschrieb Attenberger für ein weiteres Jahr, bestritt aber in der Saison 2006/07 nur 3 Spiele für den EHC München, bevor er zum Ligakonkurrenten Kassel Huskies wechselte.
Nach seiner Zeit in der 2. Bundesliga zog es Attenberger in die Bayernliga, wo er in der Saison 2007/08 für den späteren Bayernligameister EHC Waldkraiburg spielte, bevor er zur Saison 2008/09 zum EC Pfaffenhofen wechselte. Seit 2009 spielt er in der Bayernliga für den ESC Dorfen.

## Statistiken
(Legende zur Spielerstatistik: Sp oder GP = absolvierte Spiele; T oder G = erzielte Tore; V oder A = erzielte Assists; Pkt oder Pts = erzielte Scorerpunkte; SM oder PIM = erhaltene Strafminuten; +/− = Plus/Minus-Bilanz; PP = erzielte Überzahltore; SH = erzielte Unterzahltore; GW = erzielte Siegtore; 1 Play-downs/Relegation; Kursiv: Statistik nicht vollständig)